# Антипов, Олег Николаевич
Оле́г Никола́евич Анти́пов (род. 17 февраля 1951, город Ленкорань, Азербайджанская ССР) — украинский политик. Народный депутат Украины 5-го созыва. Полковник запаса. Был председателем Житомирской областной организации партии ВО «Батькивщина» (2000-2007), входил в политический совет партии и его Президиума.

## Ранние годы
Родился в семье военнослужащего.

## Образование
Окончил Сызранское высшее военное училище летчиков и Военно-воздушную академию им. Ю. Гагарина в Москве.

## Карьера
Прошел путь от командира эскадрильи до начальника авиации 8-й танковой Армии, которая дислоцировалась в городе Житомире. Служил в Группе советских войск в Германии. С 1984 года готовил летный состав к боевым действиям в Афганистане. Избирался депутатом Бухарского областного совета. За время службы в авиации овладел многими видами авиационной техники, налетал более 3000 часов. Пилот первого класса. Полковник запаса. Активный сторонник реформирования Вооруженных сил Украины. После увольнения в запас работал на руководящих должностях в разных отраслях производства.

## Парламентская деятельность
Апрель 2002 — кандидат в народные депутаты Украины от «Блока Юлии Тимошенко», № 31 в списке. На время выборов: пенсионер, председатель Житомирской областной организации ВО «Батькивщина».
Народный депутат Украины 5-го созыва с мая 2006 до ноября 2007 от «Блока Юлии Тимошенко», № 32 в списке. На время выборов: советник Генерального директора ОАО «Житомир-Авто», председатель Житомирской областной организации ВО «Батькивщина». Член фракции «Блок Юлии Тимошенко» (май 2006 — апрель 2007). Исключен из фракции за переход в коалиционное большинство. Секретарь Комитета по вопросам национальной безопасности и обороны (с июля 2006).

## Награды, государственные ранги
Награжден орденом Красной звезды и медалями.